# Choregisch monument

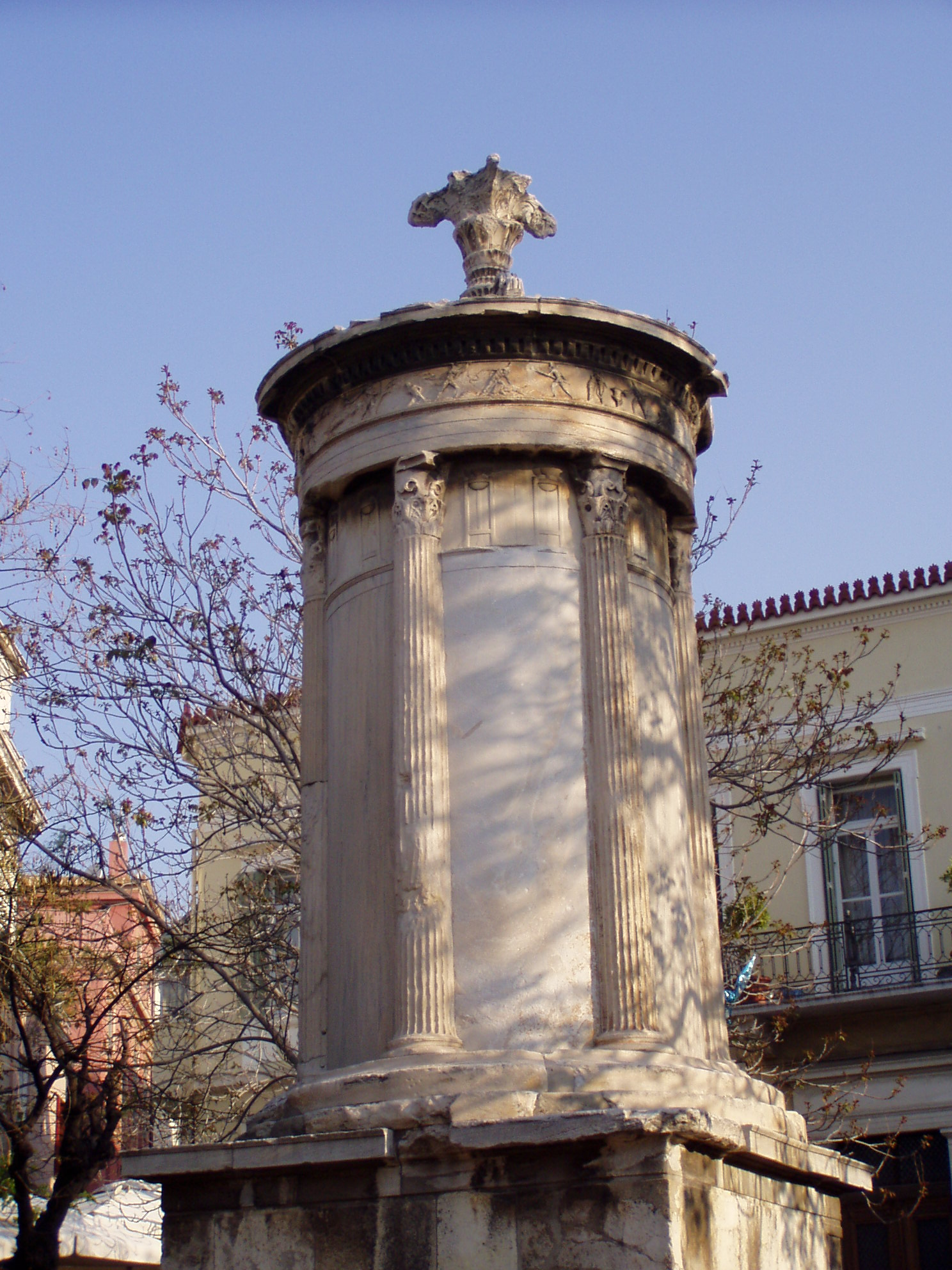
Het Monument van Lysikrates in Athene is het best bewaarde voorbeeld van een choregisch monument.

 Een choregisch monument was in het oude Griekenland een monument dat een choregos (koorleider) mocht oprichten na het winnen van een wedstrijd. Een choregos zorgde bij wijze van liturgie (sponsoring) voor werving, training en aankleding van een choros (een zang- en dansgroep). Als hij met zijn choros won kreeg hij als prijs een bronzen drievoet. Bij de Dionysia in Athene werden bronzen drievoeten uitgereikt die ca. 5 m. hoog waren voor de overwinnaars bij de dithyrambe voor mannen en ca. 3 m. hoog bij de dithyrambe voor jongens.
De bronzen drievoeten werden op een basis geplaatst die voorzien was van een inscriptie waarin de winnende choros werd geëerd en de naam van de winnende choregos werd vermeld. In Athene werd ook de archon eponymos genoemd, waardoor de monumenten te dateren zijn. De basis die de drievoet droeg kon de vorm van een eenvoudig blok steen hebben, maar had in de 4e eeuw v.Chr. ook vaak de vorm van een huisje (Grieks: 'naiskos'). De monumenten waren versierd met vrijstaande beelden, reliëfs en schilderingen.
In Athene werden de monumenten opgericht in de buurt van de tempel van Dionysos en het Dionysostheater, vooral langs de Straat van de drievoeten, die van het Dionysostheater naar de oude agora liep. De schrijver Heliodorus van Athene (2e eeuw v.Chr.) wijdde hier een geschrift aan, De drievoeten van Athene, dat niet bewaard is, maar uit dit feit is op te maken dat er veel gestaan hebben. Het best bewaarde choregisch monument is het Monument van Lysikrates (335/334 v.Chr.), dat langs de Straat van de drievoeten stond. Aan de noord- en westkant van het Dionysustheater staan op de helling van de Akropolis de resten van het Monument van Thrasyllos (320/319 v.Chr.) en het Monument van Nikias (320/319 v.Chr.).
Opmerkelijk is dat alle bekende gegevens over choregische monumenten in Athene betrekking hebben op dithyrambische koren en niet op de koren van tragedies of komedies. In de demes van Attica buiten Athene lag dit juist anders. Van de ca. 20 choregische monumenten die daar zijn gevonden hadden er 16 vrijwel zeker betrekking op dramatische overwinningen. Slechts één monument uit Salamis uit de vroege 4e eeuw v.Chr. (toen Salamis tot de invloedssfeer van Athene behoorde) heeft betrekking op een dithyrambe.
Ook buiten Athene en Attica werden monumenten voor choregen opgericht. Zo zijn op de eilanden Delos en Rhodos en in de stad Orchomenos bases van choregische monumenten teruggevonden die drievoeten hebben gedragen. 

## Referentie
- Peter Wilson, The Athenian Institution of the Khoregia. The Chorus, the City and the Stage, Cambridge 2000